# 1960년 칸 영화제
제13회 칸 영화제는 1960년 5월 4일부터 1960년 5월 20일까지 열린 영화제이다. 프랑스 칸에서 개최되었다.

## 수상

### 황금종려상
- 달콤한 인생 - 페데리코 펠리니 수상

### 심사위원대상
- 열쇠 - 이치가와 곤 수상
- 정사 - 미켈란젤로 안토니오니 수상
- 병사의 발라드 - 그리고리 추카라

### 여우주연상
- 일요일은 참으세요 - 멜리나 메르쿠리 수상
- 모데라토 칸타빌레 - 잔느 모로 수상

### 특별 언급
- 처녀의 샘 - 잉그마르 베르히만 수상